# Saastojärvi
Saastojärvi är en sjö i Finland. Den ligger i Vesilahti i landskapet Birkaland, i den södra delen av landet, 150 km nordväst om huvudstaden Helsingfors. Saastojärvi ligger 115 meter över havet. I omgivningarna runt Saastojärvi växer i huvudsak blandskog.